# Ptakořitní
Ptakořitní (Monotremata) jsou jediným žijícím řádem podtřídy vejcorodých savců. Jsou známí především tím, že kladou vejce, místo aby rodili mláďata jako vačnatci nebo placentálové.
Vědecké jméno ptakořitných Monotremata vychází ze slov mono = jedna, jednotlivá a trema = otvor, což znamená zvířata s jedním otvorem a odkazuje tak na skutečnost, že ptakořitní mají kloaku, do které ústí jak střeva, tak i močovody a vývody pohlavních žláz. Český název „ptakořitní“ není příliš šťastný a výstižný, protože stavba těla, a tím i řitě této skupiny savců, silně upomíná na plazy.
Tato malá skupina zahrnuje ptakopyska a ježury. Ptakopysk má čelisti podobné zobáku kachny, prsty na nohách spojené blánou a ocas jako bobr. Žije v norách blízko řek. Jeho hlavní potravou jsou larvy hmyzu. Ježury mají čelisti tvořící trubicovitý rypec, bodliny a velké drápy uzpůsobené k hrabání. Ježury se vyskytují převážně v různých biomech Austrálie a na ostrově Nová Guinea, zatímco ptakopysk žije v řekách či jezerech východní Austrálie.
Ptakopysk má zploštělý zobák, který je pokryt zrohovatělou ale citlivou kůží, ježury mají válcovitý rypec. Oběma typům čenich slouží jak k vyhledávání potravy, tak k určení místa, kde se nachází.
Tito živočichové jsou tak zařazováni do jediného řádu ptakořitných, ačkoli poslední klasifikace navrhuje jeho rozdělení na dva řády: ptakopyskové (Platypoda) a ježury (Tachyglossa). Všechny skupiny jsou pak tradičně zařazovány do podtřídy vejcorodých a toto rozšíření slouží k přiřazení několika vymřelých řádů, u kterých zatím nelze zjistit přesné zařazení vůči řádu ptakořitných. Kontroverzní hypotéza nyní přiřazuje savce řádu ptakořitných do jednoho kladu s vymřelými savci, který se označuje jako Australosphenida.
Ptakořitní jsou mezi savci jedni z mála, kteří používají elektroreceptory schopné vnímat elektrické proudy.

## Všeobecné charakteristické rysy
Jako ostatní savci i ptakořitní jsou teplokrevní s vysokou úrovní metabolismu (i když ne tak vysokou jako u ostatních savců); jejich tělo je osrstěné; vyživují mláďata pomocí mléka vytékajícího z mléčných žláz; dolní čelist je tvořena jednou kostí; střední ucho je tvořeno třemi kůstkami.
Ptakořitní byli v minulosti velmi slabě poznáni a vznikla kolem nich celá řada mýtů, z nichž některé přežily až do současnosti. Tak je např. někdy uváděno, že savci řádu ptakořitních jsou „nižší“ nebo dokonce „kvaziplazi“ a že jsou předky nadřazených placentálů. V současnosti se zdá být prokázané, že dnešní ptakořitní jsou pozůstatkem větve savců, která se velmi brzy oddělila od hlavního vývojového kmene, který nakonec vedl k vačnatcům a placentálům.
Podobně se traduje, že ptakořitní mají na rozdíl od ostatních savců méně rozvinutý mechanismus termoregulace, přičemž nejnovější výzkumy prokazují, že ptakořitní jsou schopni si bez problémů udržovat stálou tělesnou teplotu v nejrůznějších teplotních poměrech (například ptakopysk přežívající v chladných horských potocích). Dřívější badatelé byli pomýleni dvěma faktory: ptakořitní si udržují v průměru nižší teplotu než ostatní savci (kolem 32 °C, ve srovnání s asi 35 °C u vačnatců a 38 °C u největších placentálů) a ježura, která se zkoumala mnohem snáze než plachý ptakopysk, si udržuje normální teplotu pouze v době, kdy je aktivní, zatímco jinak, např. během chladného počasí, tuto termoregulaci dokáže vypnout. Ostatně, slabá termoregulace byla pozorována také u damanů, kteří patří do skupiny placentálních savců.

## Fyziologie
Klíčovým rozdílem ve fyziologii ptakořitních savců a ostatními savci je ten, který jim dal jejich jméno; Monotreme tak v řečtině znamená zvířata s jediným vyústěním močových, střevních a pohlavních cest, zvaný kloaka.
Savci řádu ptakořitných snášejí vejce. Ta se přitom po určitou dobu vyvíjí v matce, která je aktivně zásobuje živinami. Ptakořitní, stejně jako ostatní savci, mají mléčné žlázy, ale nemají žádné bradavky, mléko je vylučováno přímo na kůži do tzv. žláznatého políčka (areoly). Všechny druhy ptakořitných jsou dlouhožijící, s nízkým reprodukčním poměrem a poměrně prodlouženou rodičovskou péčí o mláďata. Mláďata ježur jsou v angličtině známa pod názvem puggles a stejný termín je aplikován, i když není uznáván, v lidové řeči i na mladé ptakopysky.
Ptakořitní se od ostatních savců také liší ramenním kloubem, který je zpevněn nejen klíční, ale také i tzv. krkavčí kostí, jejíž zbytek je u ostatních savců zachován pouze jako malý výrůstek na lopatce. Chůze ptakořitných připomíná chůzi plazů, nohy při ní nejsou pod tělem ale spíše z boku, což však také může být adaptací k plavání a hrabání a nemusí představovat pleizomorfní rys. Na patě zadních nohou mají samci ptakořitných rohovitou ostruhu, spojenou zvláštním kanálkem s jedovou žlázou.
Vnější stavbou těla jsou současní ptakořitní přizpůsobeni podmínkám, ve kterých žijí. Ptakopysk, který žije ve vodě, je pokryt neprodyšnou kožešinou, tvar jeho těla je proudnicový se zploštělým veslovitým ocasem, mezi prsty má plovací blány. Ježura, pohybující se po zemi a hrabající při hledání potravy, má na tlapách mohutné drápy a jako ochranu proti dravcům na bocích a zádech ostny. Délka těla u ptakořitných je od 30 po 77 cm a dosahují váhy u ptakopyska 1 až 3 kg a u ježury až 16 kg.

### Lebka a zuby
Ptakořitní mají protáhlou lebku, u ptakopyska je zakončená měkkým zobákem, vzhledově podobnému ptačímu zobáku. Ptakořitným chybí vibrisy (hmatové vousy), zato se u ptakopyska na zobáku nachází citlivé elektroreceptory. Jejich pomocí pak dokáže ptakopysk i v kalné vodě vnímat slabé svalové elektrické signály jiných živočichů a tak mu umožňují vyhledávat a chytat kořist. Ušní boltce ptakořitným chybí, u ptakopyska je ušní otvor uzpůsoben jeho životu ve vodě. Podobně jako u ostatních savců i ptakořitní vlastní tři kůstky ve středním uchu. Externí ušní vývod však ještě leží na úrovni čelisti. Oči mají ptakořitní malé, takže mají poměrně slabý zrak, který mezi jejich smysly nehraje rozhodující roli. U ježury je známo, že má vysoce vyvinutý čich, který je tak zřejmě jejím řídícím smyslem.
Ve stavbě lebky vykazují ptakořitní řadu specifických anatomických detailů. To se týká postranní lebeční stěny, která je na rozdíl od ostatních savců z větší části tvořena skalní kostí, což se také odráží v jiném uspořádání žvýkacího svalstva a hlavových nervů. V obličejové části chybí některé krycí kosti jako např. slzní kost a mezitemenní kost. Jejich (sekundární) čelistní kloub odpovídá ostatním savcům, také jejich dolní čelist je složena pouze z jedné kosti, i když tato je velmi štíhlá a svalový úpon na coronoidálním výběžku je postaven zpětně.
Dospělí jedinci ptakořitných nemají žádné zuby, mláďata však mají vaječný zub, kterým se proklubávají z vejce. Tato anodoncie není ovšem původní vlastností ptakořitných, ještě u jejich fosilních předků z křídových dob a časného kenozoika jsou zuby prokázány. Fosilní formy a mláďata současného ptakopyska mají „tribosfénické“ moláry (s přibližně trojúhelníkovitou korunkou a třemi hlavními hrboly), které jsou jedním ze znaků současných savců. V některých nedávných vědeckých pracích je naznačováno, že tuto formu stoličky ptakořitní získali nezávisle na placentálech a vačnatcích, ačkoliv toto tvrzení zatím není dostatečně prokázáno. Ježura je úplně bezzubá, což je typické pro savce živícími se termity nebo mravenci a tento znak můžeme souběžně nalézt i u jiných savců, jako je např. mravenečník nebo luskoun. Oproti tomu mláďatům ptakopyska se prořezává po narození 12 zubů, které jsou však velmi brzy nahrazovány pružnými úzkými ploténkami z rohoviny.

### Zbývající kostra a pohybové ústrojí

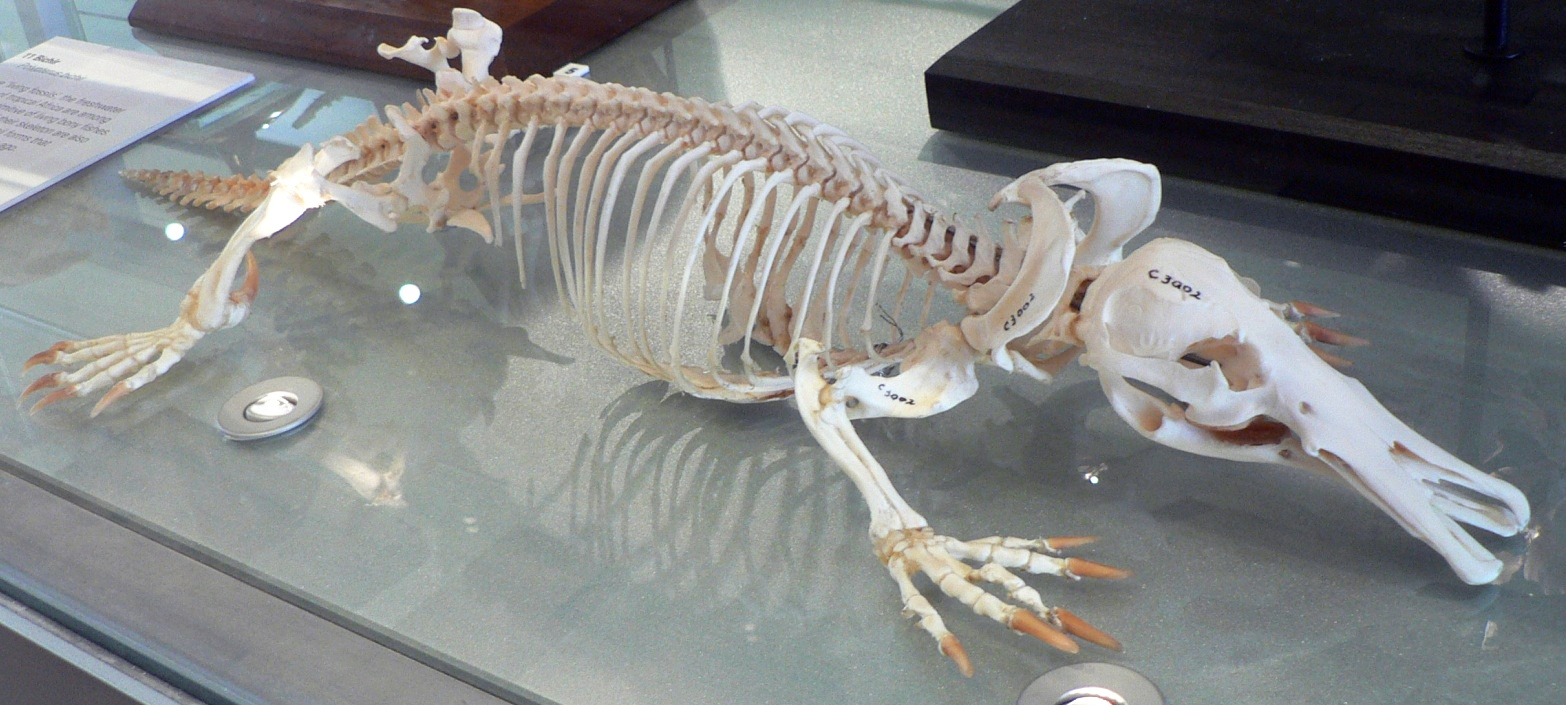
Kostra ptakopyska

Jako většina savců mají ptakořitní sedm krčních obratlů, na rozdíl od ostatních savců jsou u nich zachována krční žebra. Ramenní pletenec je u ptakořitných masivní a zajišťuje stabilní propojení mezi předníma nohama a trupem. Vedle pro savce běžné lopatky a klíční kosti obsahuje také některé znaky, které se nachází u plazů a ptáků. K nim lze přiřadit tzv. krkavčí kost a interclaviculu, které spojují klíční kost s kostí hrudní.
Vlastnosti, které mají společné spolu s vačnatci jsou např. vakové kosti (Ossa epubica), dvě kosti čnějící od pánevní stydké kosti dopředu. Tyto kosti, které se nachází u obou rodů, neměly původně nic společného s rozmnožováním, ale dříve sloužily k úponu svalu pro pohyb zadních končetin.
Dalším zvláštním rysem je pozice končetin, kdy horní i dolní končetiny jsou téměř paralelně s tělem, což připomíná pohyb plazů. Břichem se však přesto nedotýkají země, čímž je ptakořitným umožněn rychlý běh. Končetiny zvířat jsou krátké a silné a zakončené pěti prsty s drápy, mezi nimiž je u ptakopyska natažena plovací blána. Významným znakem je asi 1,5 cm dlouhá jedová ostruha, umístěná u patní kosti a vyskytující se pouze u samců ptakořitných. Výměšek z této ostruhy propojené se žlázou ve stehně je u ježur neškodný, za to u ptakopyska je jedovatý. Jeho účinek dokázal během dvou minut usmrtit králíka a údajně dokázal usmrtit i loveckého psa. Odborníci připisují ostruze úlohu jakési zbraně, kterou ptakořitní používají v době rozmnožování proti svým sokům.

### Vnitřní orgány a rozmnožovací orgány
U ptakořitných ústí pohlavní orgány, močová trubice a střevo do jediného otvoru zvaného kloaka, hráz (perineum) u nich chybí. Toto uspořádání je velmi podobné tomu u plazů. Savci řádu ptakořitných a vačnatci mají samostatnou kloaku (ačkoli vačnatci mají oddělenou pohlavní cestu) zatímco samice placentálů mají samostatné vývody pro reprodukci, moč a střeva: vaginu, močovou trubici a řitní otvor. Ve stavbě a funkci jiných vnitřních orgánů (srdce a krevní oběh, dýchání, trávení) se ptakořitní od ostatních savců příliš neliší. Rozdíly je možné pozorovat ve stavbě hrtanu, vybudovaného u štítné chrupavky ze dvou oddělených párových oblouků a v žaludku. Ten neobsahuje žádné žlázy, takže trávení se omezuje na tenké střevo.
Samci mají na špičce rozštěpený penis, který slouží výhradně k přenosu semene – močení se uskutečňuje prostřednictvím kloaky. Pokud není penis ztopořený spočívá ve váčku umístěném před kloakou. Šourek chybí, varlata jsou uložena v břišní dutině poblíž ledvin. Samice mají po páru vaječníků, ale podobně jako u ptáků je pouze levý z nich funkční. Vaječníky jsou pomocí vejcovodu spojeny vždy s jednou dělohou, tato ústí do urogenitálního kanálu, který vede do kloaky.
Samice ptakořitných mají jako všichni savci mléčné žlázy, na rozdíl od nich však postrádají bradavky, místo toho je mléko vytlačováno z cedníčkovitých prohlubeninek a vytéká pak na tzv. mléčné pole (Areola) na břiše, odkud ho mláďata pijí. U samice ježury, nikoli však u ptakopyska, vzniká v době březosti na břiše malý vak (Incubatorium), ve kterém po dobu sezení spočívají vejce a po vylíhnutí i malá mláďata. Malý vak není v žádném spojení s vakovými kostmi a zřetelně se také odlišuje od vaku vačnatců.

### Genetické zvláštnosti
Zvláštností ptakořitných je, že jejich pohlaví je určeno pěti páry chromozómů. Drtivá většina savců má totiž dvojici pohlavních chromozómů. Roku 2004 objevila bioložka Jennifer Gravesová, že samice ptakopyska mají deset chromozómů X a samci téhož druhu pět chromozómů X a pět Y na rozdíl od ostatních savců (včetně člověka), kteří mají dvojici XX chromozómů pro samice a XY pro samce. U ježur není výzkum ještě uzavřen, bylo ale zjištěno, že systém chromozómů u těchto zvířat se v mnohém podobá ptákům a z toho se odvozuje, že se vyvinuly nezávisle na ostatních savcích.
U ptakořitných nebyl dosud objeven žádný genomický imprinting.

## Způsob života

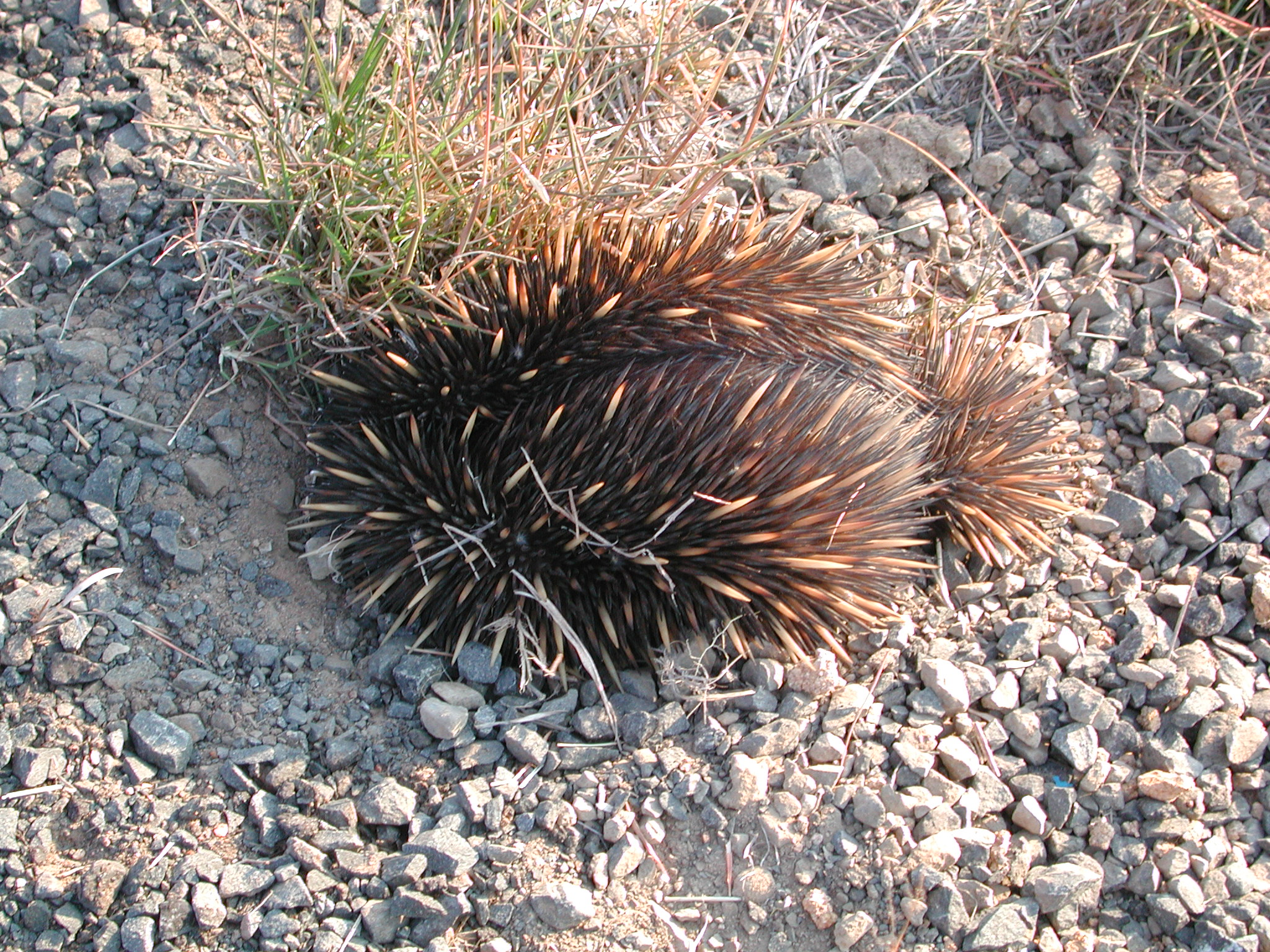
Ježury jsou pozemní zvířata a mohou se při ohrožení zahrabat do půdy.

Obě dvě čeledi ptakořitných, ptakopyskovití a ježurovití, se přizpůsobily různým biotopům a proto také vedou velmi rozdílné způsoby života. V této kapitole je podán jen hrubý náhled jejich života, podrobnosti je možné nalézt v článcích týkajících se jednotlivých druhů.
Ptakopyskové vedou život převážně ve vodním prostředí (vázaný na vodu), jejich životním prostředím jsou sladkovodní stojící nebo tekoucí vodní systémy ve východní a jihovýchodní Austrálii. Díky plovacím blanám a plochému ocasu jsou velmi dobře přizpůsobeni tomuto životnímu prostředí, pro odpočinek používají vyhrabané nory se vstupem těsně nad vodní hladinou. Ježury jsou v protikladu k tomu typickými pozemními zvířaty. Nemají žádné zvláštní požadavky na svůj životní prostor a lze je nalézt v pouštních oblastech i dešťových lesích stejně jako v horských oblastech až přes 4000 metrů nad mořem. Všeobecně jsou ptakořitní aktivní za šera nebo v noci, u ježur je však doba aktivity závislá také na počasí a potravě. U obou čeledí je známo, že v případě chladného počasí a tím adekvátně menší výživy jsou schopni snížit teplotu, rychlost tepů a dechů a upadají do zvláštního strnulého stavu (torpor), čímž šetří důležité rezervní látky v těle. Ptakořitní jsou kromě doby páření samotářská zvířata, jsou věrná svému stanovišti i když u nich nebylo pozorováno nějaké výrazné teritoriální chování.
Tato zvířata patří mezi masožravce. Ptakopysk požírá korýše, hmyzí larvy a červy, které loví pod vodou. Jak již bylo zmíněno výše, k vyhledávání kořisti mu slouží elektroreceptory na zobáku, které dokáží zachytit slabé elektrické pole, vytvářené pohybem svalů kořisti. Ježury dávají přednost mravencům, termitům a dešťovkám.
K predátorům, kteří jsou schopni ohrozit ptakořitné, patří varan pestrý, krajta diamantová a ze zavlečených dravců pak dingo a liška. V případě napadení se ježura dokáže rychle zahrabat do země tak, že ze země vyčnívají pouze její ostny. To, zda používá ptakopysk svou jedovou ostruhu proti dravcům nebo ji využívá pouze při potyčkách s jinými samci o samice, není dosud přesně známo.

## Rozmnožování

### Chování při námluvách a v páru
Samotářskému životu ptakořitných odpovídají komplikovanější námluvy a párové chování. U ježur jsou známé tzv. „kolony nápadníků“, které po celé týdny sledují jednu samici. Samci při této činnosti ztrácejí až 25 % své hmotnosti. Když samice ježury začne signalizovat připravenost ke spojení, začnou rýt samci okolo ní náležité jámy pro páření a soky z nich vytlačit, takže nakonec vítězí nejsilnější samec. Námluvy u ptakopyska jsou méně náročné, spočívají mimo jiné v chytání ocasu samice samcovým zobákem a občas vícedenním kroužením kolem sebe. Páření probíhá pro savce obvyklým způsobem, kdy samec zavede svůj penis do kloaky samice.

### Vývoj zárodku a vylíhnutí
Folikuly se liší od ostatních savců absencí sekundárních a terciárních folikul, vajíčko je obaleno jednovrstvovým folikulárním epitelem. K oplodnění dochází ve vejcovodu, odkud zygota putuje do dělohy. Tam vejce dorůstá větší velikosti a před snesením přijímá z matčina těla výživné látky pomocí pergamenové slupky. Mezi pářením a snesením vejce uběhne u ptakopyska 12 až 14 dní, u ježury to jsou 3 až 4 týdny. Vejce ptakořitných jsou malá, mají zhruba 10 až 15 mm v průměru s bělavou nebo smetanově žlutou skořápkou a velkým žloutkem. Zatímco samice ježury snáší po jednom vejci u ptakopysků jsou to až tři vejce.
Po snesení vajec na nich samice sedí asi deset dnů. Samici ježury se za tím účelem vytváří na břiše vak, sloužící pro vejce jako inkubátor s teplotou asi o 2 °C vyšší než je tělesná teplota samice.

### Výchova mláďat
Stupeň vyspělosti novorozenců u ptakořitných odpovídá zhruba vačnatcům. Mláďata jsou po narození holá, asi 15 milimetrů dlouhá a váží od 300 do 400 miligramů. Přední končetiny jsou po vylíhnutí již silné, zatímco zadní jsou slabě vyvinuté. Po vylíhnutí se, jako u ostatních savců, mláďata živí mlékem. Samice nemají bradavky, mláďata tak slízávají mléko z mléčného pole na břiše matky.
Mladá ježura zůstává po vylíhnutí asi sedm až osm týdnů v matčině vaku, s rostoucími ostny ho však musí opustit. Matka pak mládě odloží do hnízda, do kterého se vrací po pěti až deseti dnech kvůli kojení. Mladí ptakopyskové zůstávají asi pět měsíců v matčině noře. Samci ptakořitných se odchovu mláďat neúčastní. K odstavení mláďat dochází u ptakopyska asi po tři a půl měsíci, u ježury je tato doba zhruba dvojnásobná. Pohlavní zralosti dosahují ptakořitní po dvou letech.

### Délka života
Ježury žijí poměrně dlouho, v zajetí mohou dosáhnout věku až padesáti let. Délka života ptakopyska v přírodě se odhaduje na pět až osm roků, v zajetí žil nejstarší ptakopysk sedmnáct let.

## Taxonomie
Jediní dnes žijící ptakořitní se nachází v Austrálii a na Nové Guineji i když jsou důkazy, že jejich rozšíření bylo původně větší. Fosílie a genetické důkazy ukazují, že ptakořitní se od další savčí linie oddělili přibližně před 150 miliony let a že linie ježur a paježur mají společného předka v ptakopyscích. Zkamenělina rozpadlých čelistí z doby před 110 miliony let byla nalezena v Lightning Ridge, ležícím v australském Novém Jižním Walesu. Tyto fragmenty druhu Steropodon galmani jsou nejstaršími známými zkamenělinami ptakořitných. Byly také objeveny zkameněliny druhů Kollikodon, Teinolophos a Obdurodon. Roku 1991 byl v Jižní Argentině objeven zkamenělý zub ptakopyska, který měl stáří 61 milionů roků (původně pojmenován Monotrematum i když v současnosti je považován za druh Obdurodon). (Viz níže fosílie řádu ptakořitných).
- ŘÁD MONOTREMATA
  - Čeleď ptakopyskovití (Ornithorhynchidae)
    - Rod ptakopysk (Ornithorhynchus)
      - ptakopysk podivný (Ornithorhynchus anatinus)

  - Čeleď ježurovití (Tachyglossidae)
    - Rod ježura (Tachyglossus)
      - ježura australská (Tachyglossus aculeatus)

    - Rod paježura (Zaglossus)
      - paježura Bruijnova (Zaglossus bruijni)
      - paježura Attenboroughova (Zaglossus attenboroughi)
      - paježura Bartonova (Zaglossus bartoni)

## Fosilní záznamy
Do linie vedoucí k ptakopyskovi se řadí nálezy druhu Teinolophos trusleri ze spodní křídy, dále pak ptakopyskové čeledi Steropodontidae (Steropodon galmani, spodní křída), Kollikodontidae (Kollikodon ritchiei, spodní křída) a čeledi ptakopyskovitých. Z této čeledi známe tři rody. Obdurodon obsahuje dva druhy – oligomiocenní Obdurodon insignis a miocenní Obdurodon dicksoni. Velmi zajímavý je Monotrematum sudamericanum z raného paleocénu Patagonie, který je prvním nalezeným ptakořitným savcem mimo Austrálii. Do stejného rodu jako jediný dnešní ptakopysk patří i poslední fosilní druh této linie Ornithorhynchus maximus.
První nálezy druhů z linie vedoucí k ježurám jsou mladší. Megalibgwilia ramsayi je známa z pliocénu. Mezi fosilní zástupce recentního rodu ježura patří Zaglossus hacketti a Zaglossus robustus, oba z pleistocénu.
S výjimkou ptakopyska podivného (Ornithorhynchus anatinus), jsou všechna zvířata uvedená v tomto přehledu tedy známa pouze ze zkamenělin.
- Čeleď Kollikodontidae
  - Rod Kollikodon
    - Druh Kollikodon ritchiei. Původní ptakořitný, 100–105 milionu let starý.
- Čeleď Ornithorhynchidae
  - Rod Ornithorhynchus. Nejstarší exemplář ptakopyska je 9 milionů let starý.
    - Druh Ornithorhynchus anatinus (Ptakopysk). Nejstarší exemplář je 10,000 let starý.

  - Rod Obdurodon. Zahrnuje řadu miocenních (před 5–24 miliony let) ptakopysků.
    - Druh Obdurodon dicksoni
    - Druh Obdurodon insignis
    - Druh Monotrematum sudamericanum. 61 milionů let starý. (Původně umístěn v samostatném rodu, v současnosti převládá názor, že patří do rodu Obdurodon)
- Čeleď Tachyglossidae
  - Rod Zaglossus. Svrchní Pleistocén.
    - Druh Zaglossus hacketti
    - Druh Zaglossus robustus

  - Rod Megalibgwilia
    - Megalibgwiilia ramsayi Spodní Pleistocén
    - Megalibgwiilia robusta Miocén
- Čeleď Steropodontidae. Může být součástí Ornithorhynchidae; blízce příbuzní současnému ptakopysku.
  - Rod Steropodon
    - Druh Steropodon galmani.

  - Rod Teinolophos
    - Druh Teinolophos trusleri. Stáří 123 milionů let — nejstarší savec řádu ptakořitných.

## Ptakořitní a člověk
S údivem a skepsí reagovali Evropané na první zprávy o těchto zvířatech, zdánlivě odlišných a přitom spojených v jeden řád. Ptakopysk byl zprvu považován za padělek z dílny šikovného preparátora a anglický název ježury, Echidnas, byl odvozen z názvu řeckého bájného tvora jménem Echidna, což byl napůl člověk a napůl had. První vědecké popisy těchto podivuhodných zvířat podal na konci 18. století anglický biolog George Shaw. Přesto až do 19. století nebyl znám způsob jejich rozmnožování. Ještě známý německý zoolog Alfred Brehm vycházel ve své publikaci nazvané Brehmův život zvířat z předpokladu, že ptakořitní jsou živorodí a veškeré jiné zprávy považoval za bajky, „které děkují za svůj vznik zprávám od domorodců“ a nakonec konstatoval s odkazem na australského zoologa George Bennetta“ „Nikde nebylo vypátráno nic, co by mohlo vést k domněnce, že se mláďata líhnou z vajec, a že dospělí jedinci vejce snáší. Nemůže být pochyb o tom, že ptakopysk rodí živá mláďata.“ Bennett nevěřil, že domorodci někdy viděli kojit samice ptakořitných svá mláďata a omlouval je za jejich údajné lži ohledně snášení vajec. Po celé 19. století tak trvaly spory mezi předními zoology ohledně způsobu rozmnožování ptakořitných a výživy mláďat. Do sporů ohledně snášení vajec ptakořitnými zasáhla i jeden z nejslavnějších paleontologů Richard Owen, který prohlašoval, že ptakopysk rodí živá mláďata, vylíhlá, podobně jako u některých plazů, z vajec ještě v matčině těle. Od svého názoru neustoupil ani poté, co se dozvěděl, že chycený ptakopysk snesl vejce a prohlásil, že živočich byl ve stresu a díky tomu potratil.
Vejcorodost ptakořitných byla plně potvrzena v závěru 19. století. 2. září 1884 referoval na schůzi jihoaustralské zoologické společnosti německý zoolog William Haacke o svém objevu vejce u ježury ve zvláštním vaku na břiše. Již dříve téhož roku – 24. srpna – anglický zoolog William Hay Caldwell zjistil, že postřelená samice ptakopyska snesla ve smrtelných křečích vejce a navíc další vejce objevil při její pitvě ve vejcovodu. Protože se jednalo o objev prvořadého významu, informoval o něm ihned telegramem Britskou společnost pro pokrok a vědu, zasedající zrovna v Montrealu. Protože v dané době bylo zaslání telegramu velmi drahé, rozhodl se Caldwell zaslat pouhá čtyři slova: „Monotremes oviparous, ovum meroblastic“ (Ptakořitní jsou vejcorodí, vejce má měkkou skořápku). Tento telegram se stal v odborných kruzích proslulý. Caldwell byl studiem ptakopysků tak vyčerpán, že onemocněl horečkou, a teprve když se vyléčený vrátil do Sydney zjistil, že podobný objev učinil Haacke u ježury.
Díky těmto objevům se však znovu otevřela otázka příslušnosti ptakořitných k savcům. Sice již roku 1824 německý anatom Johann Friedrich Meckel objevil u samice ptakopyska mléčné žlázy, ty se však stavbou pozoruhodně podobaly žlázám potním. A tak po prokázání vejcorodosti ptakořitných přispěl ke sporu o jejich zařazení k savcům též roku 1886 německý anatom Karl Gegenbauer, který prohlásil, že u ptakopyska se spíše než o mléčné žlázy jedná o žlázy potní. Definitivní rozřešení padlo roku 1899, kdy český vystěhovalec Alois Topič poprvé pozoroval sající mládě ptakopyska. Jeho objev je dodnes citován ve všech cizojazyčných dílech.
Dodnes jsou ptakořitní považováni za souhrn biologických zvláštností a bývají často počítáni k žijícím fosíliím.
Stupeň ohrožení jednotlivých druhů je různý. Zatímco ježura je rozšířena ve větší části Austrálie a platí tu za hojného živočicha, jsou na Nové Guineji žijící paježury ohrožené, protože tu její maso platí za delikatesu a tak jsou často loveny pomocí psů. Ptakopysk, který byl dříve zabíjen pro kožišinu, je dnes plně chráněn; vzhledem ke svým vysokým nárokům na životní prostředí je označován jako hojný, ale ohrožený („common but vulnerable“).